# Josef Kratochvíl (fotbalista)
Josef Kratochvíl, zvaný Kráťa, (9. února 1905 – 8. července 1984) byl český fotbalista, útočník - levé křídlo, československý reprezentant.

## Sportovní kariéra
Za československou reprezentaci odehrál v letech 1925–1930 dvacet utkání a vstřelil 4 góly. V letech 1923–1931 hrál za Slavii Praha a získal s ní tři mistrovské tituly – roku 1925, 1929 a 1930. Hrál také za SK Slovan Dubí a SK Kladno. V lize odehrál 77 utkání a vstřelil 27 gólů. Dvanáctkrát hrál ve Středoevropském poháru a vstřelil zde 5 gólů. Český sportovní novinář a historik Zdeněk Šálek o něm v encyklopedii Slavné nohy napsal: "Rychlý, temperamentní útočník se skvělým tahem na branku. Ve Slavii, ale i v reprezentaci si nejlépe rozuměl s Pučem – z 20 utkání 16x hráli vedle sebe."